# El regreso de Ulises a la patria
El regreso de Ulises a la patria (título original en italiano, Il ritorno d'Ulisse in patria) es una ópera (dramma per musica) en un prólogo y cinco actos (más tarde revisada para tres), con música de Claudio Monteverdi y libreto en italiano de Giacomo Badoaro, basado en la parte final de la Odisea de Homero. Se estrenó en febrero de 1640 en el Teatro San Cassiano de Venecia. En España no se estrenó hasta el 2008, el 4 de diciembre, en el Teatre Municipal de Gerona, en una versión escenificada para títeres; en el Teatro Real de Madrid, se estrenó el 17 de abril del 2009, con William Christie dirigiendo a Les Arts Florissants, y con Pier Luigi Pizzi como director de escena.
Se clasifica dentro de la escuela veneciana de ópera del siglo XVII, con sus rasgos típicos de preeminencia de los solistas y práctica inexistencia del coro. Es una de las tres óperas que se conservan del autor. Los momentos líricos, como el lamento de Penélope, sola y desolada, han inspirado a Monteverdi sus más bellas páginas. 
Il ritorno d’Ulisse in patria introduce a Monteverdi en una forma radicalmente nueva de entender la ópera. Se trata de un espectáculo público y comercial vinculado a la República de Venecia que, a diferencia del exclusivo y lujoso mecenazgo aristocrático al que pertenece L’Orfeo (1607), obliga a algunas limitaciones vocales e instrumentales, aunque facilita un equilibrio ideal en el manejo de los afectos; se combina aquí el estilo recitativo de la ópera cortesana con formas más sensuales y ligeras, inspiradas en las ariette de los cancioneros para retratar a los personajes. 
El libreto de Badoaro, basado en los Cantos XIII a XXIII de la Odisea homérica, narra las peripecias de Ulises tras su llegada a Ítaca, después de veinte años de viaje intentando regresar desde la guerra de Troya. Ayudado por la diosa Minerva, Ulises conseguirá recuperar a su hijo Telémaco, vengarse de los pretendientes de su fiel y paciente esposa Penélope y ser reconocido por ella. La ópera incluye además numerosos personajes menores, en su mayoría dioses y sirvientes, entre los que destaca el peculiar Iro, el primer papel cómico importante de la historia de la ópera.

## Historia
En 1640 Monteverdi se introdujo en la escena operística veneciana. L'Arianna se repuso ese año, y se produjeron dos nuevas óperas basadas en la épica griega y latina: Il ritorno d’Ulisse in patria (1640, que ha sobrevivido en una versión incompleta) y Le nozze d’Enea e Lavinia (1641, perdida). Hay ciertos problemas de atribución con Il ritorno d’Ulisse, pero nadie duda de que la concepción original de la obra es de Monteverdi. Ellen Rosand, en su monografía Monteverdi’s Last Operas. A Venetian Trilogy (University of California Press), ha demostrado de qué forma Il ritorno, Le nozze y L’incoronazione constituyen las tres partes de una trilogía; sabemos que el libreto de Il ritorno está basado en la Odisea, mientras que el de Le nozze se basa en la Eneida, cuyo autor, Virgilio, se inspira en la poesía épica de Homero. Por lo tanto, se puede considerar Le nozze como una continuación de lo que se narraba en Il ritorno; además, Michelangelo Torcigliani, autor del libreto de Le nozze, desarrolla el argumento sobre el modelo estructural establecido por Badoaro, el libretista de Il ritorno. L’incoronazione cierra el ciclo, señalando, con su argumento basado en la historia romana, una nueva etapa del mito genealógico de la fundación de Venecia. Por lo tanto, cualquier espectador de la época podría sentirse orgulloso identificando las raíces de la Serenísima República en los mitos griegos y romanos. 

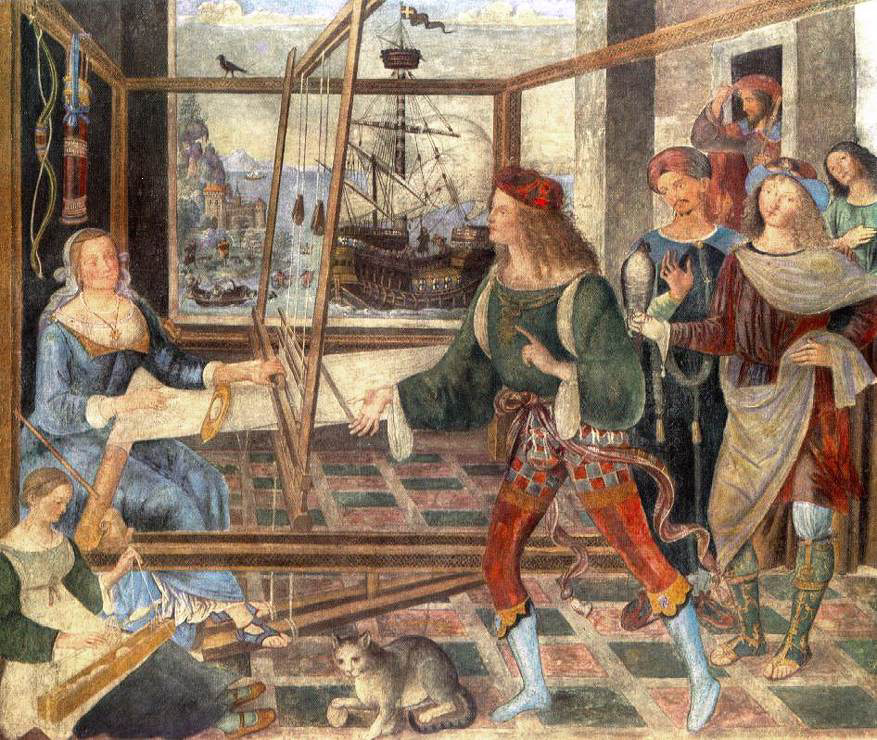
El regreso de Ulises (Pinturicchio. 1509. Galería Nacional de Londres)

Pero la clave de lectura en Monteverdi se encamina a una visión simbólica a propósito de la injerencia de los dioses en los asuntos humanos; el compositor parece propenso a considerar las figuras divinas (Neptuno, Minerva, Júpiter y Juno) como emblemas de la inutilidad de la acción humana: la racionalidad y la capacidad para elaborar proyectos chocan de forma irremediable contra el Destino, entendido solo como portador de absurdas e inevitables desventuras. Una vez más, como era costumbre, es el Prólogo –que mientras tanto se ha ido haciendo cada vez más elaborado, pasando de un personaje único a cuatro protagonistas, que aquí son la Fragilidad Humana, el Amor, el Tiempo y la Fortuna – el que propone un tema, que será desarrollado y argumentado en el transcurso de la ópera. 
En esta obra, como también en L’Incoronazione di Poppea, se invocan de nuevo los ideales técnicos y estéticos de trabajos más tempranos. Sin embargo, la esencia musical de Il ritorno d’Ulisse ya no es el recitativo, como en Orfeo, sino las arias, y no solo por su sentido melódico y por su unidad tonal, sino también por el uso de formas musicales cerradas. 
La ópera está gobernada por el requerimiento estético de mostrar grandes emociones de modo sucesivo. No hay ninguna duda, por esta razón, de que Monteverdi anticipó a compositores posteriores haciendo caso omiso de su libretista cuando lo creía conveniente. Por ejemplo, el aria en tiempo ternario de Eumete "O gran figlio d’Ulisse" (II.ii) fue escrito por Badoaro como recitativo en versos de 7 y 11 sílabas, y debe su estilo afectivo de repetición de palabras (anómalo en la obra) al hecho de que Monteverdi ignoró los demandas implícitas en el texto. La escena climácica del segundo acto, en la cual solo Ulises es capaz de tensar el arco, combina la estética manierista con elementos aparentemente incongruentes, similares a los de los trabajos del periodo de Mantua: su estructura incluye una especie de estribillo de rondó (una breve y tonalmente unificada sinfonía instrumental que sigue a cada intento fracasado de los pretendientes), interrumpida en la intervención de Ulises por una sinfonia da guerra en el género concitato (con motivos de fanfarria en sol mayor y rápidas repeticiones de la tónica en el bajo, al estilo del octavo libro de madrigales) que acompañan la entrada de Minerva en escena, acompañada de grandes truenos escénicos. 
La ópera tuvo un gran éxito en Venecia, donde tuvo diez representaciones, y después fue llevada al Teatro Castrovillani de Bolonia, y en 1641 fue repuesta en Venecia, algo completamente inusual en aquella época. En Bolonia, y lo más probable es que también en Venecia, los cantantes fueron Giulia Paolelli como Penélope, Maddalena Manelli como Minerva, y Francesco Manelli como Ulises. El libreto que se conserva difiere de la partitura; sin embargo, se sabe que Monteverdi modificaba mucho los textos a los que ponía música. 
La primera recuperación moderna de esta obra fue dirigida por Vincent d'Indy en París en 1925. Varios compositores del siglo XX editaron o "tradujeron" esta obra para ser representada, incluidos Luigi Dallapiccola y Hans Werner Henze, y finalmente entró a formar parte del repertorio operístico en 1971 con las representaciones en Viena y Glyndebourne, y una edición de Nikolaus Harnoncourt, junto a las grabaciones.
Esta ópera se representa poco; en las estadísticas de Operabase aparece la n.º 133 de las óperas representadas en 2005-2010, siendo la 45.ª en Italia y la tercera de Monteverdi, con 24 representaciones en el período.

## Argumento

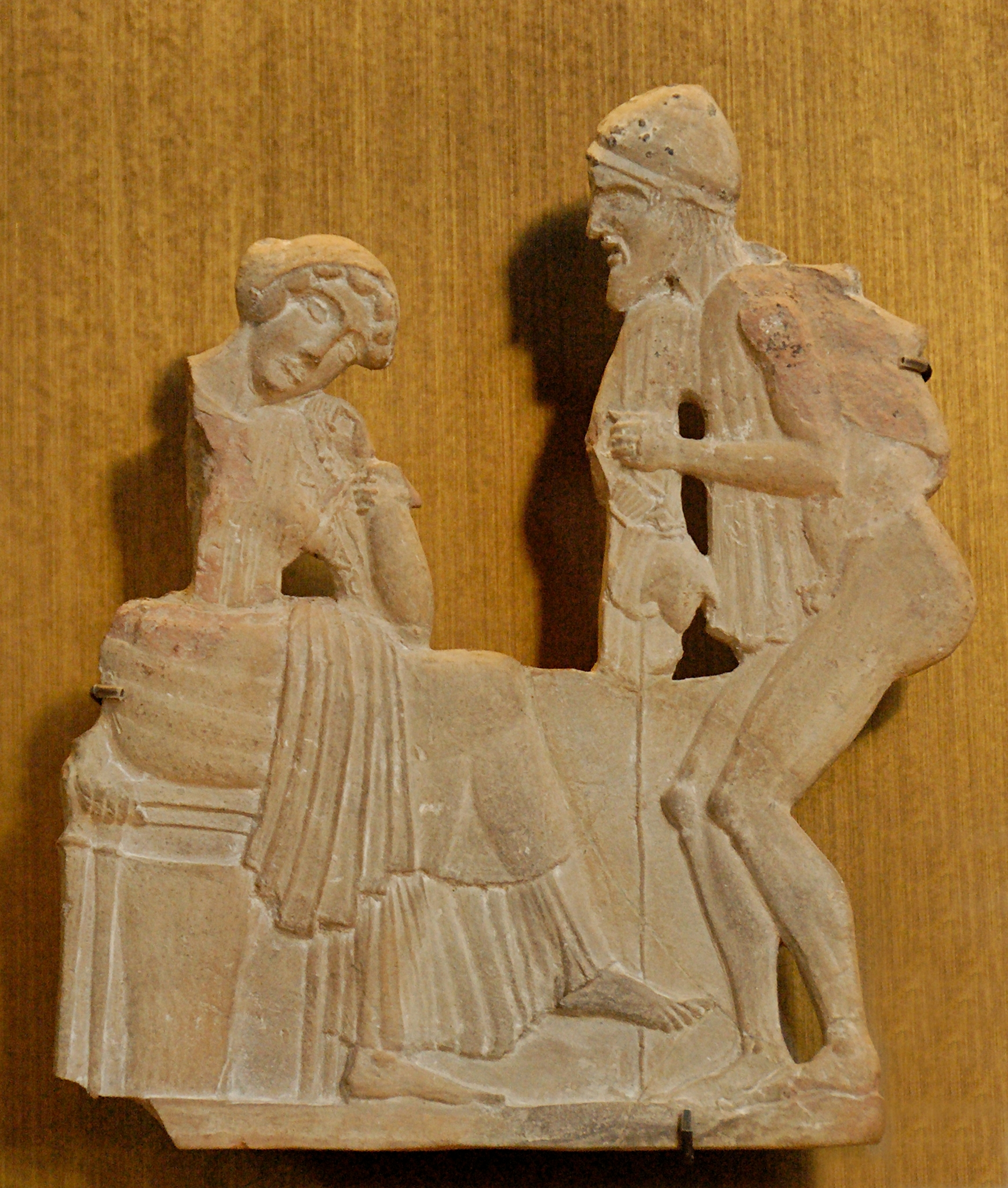
Ulises y Penélope (Museo del Louvre) - Terracota procedente de Milo (ca 450 a. C.)

Tiempo: Veinte años después de la Guerra de Troya.
Lugar: Ítaca.

### Prólogo
En la morada de los dioses.
Tras una breve sinfonía instrumental, la Fragilidad Humana (Soprano) reconoce la sumisión que le debe al poder del Tiempo (Bajo), la Fortuna y el Amor (Sopranos).

### Acto I
Palacio Real, Ítaca.
Tras años de su partida, Penélope (soprano), la mujer de Ulises, aguarda su regreso de la guerra de Troya, lamentando su ausencia ante su aya Ericlea (Contralto), con el austero monólogo en estilo recitativo “Di misera Regina”, más cromático e intenso cuando reitera la palabra “torna”. 
Una sinfonía introduce la escena de seducción entre la doncella de Penélope, Melanto (soprano), y su amante Eurimaco (tenor), que cantan al Amor en estilo cancioneril con breves arietas de ritmo ternario. El joven pretendiente insta a la dama a que consiga que Penélope encuentre el amor eligiendo entre sus pretendientes.
Ulises (Tenor) ha regresado en secreto a su patria gracias a unos marineros feacios, que lo desembarcan dormido y lo dejan en la playa. La escena, sin palabras, es acompañada por una sinfonía en ostinato. Por intervención de Neptuno, que expresa en furioso estilo concitato su ira contra los feacios que, contra su mandato, han conducido a Ulises a su patria, su barco se convierte en piedra nada más desembarcar. Ulises se despierta en la playa y en un extenso monólogo recitativo lamenta su destino, pues piensa que ha sido traicionado por los feacios y está en tierra extraña. 
Aparece Minerva (Soprano), disfrazada de pastora, cantando una alegre aria estrófica, y le descubre que ha llegado a su hogar, previniéndole sobre la inminente boda de su mujer con alguno de los muchos candidatos a su mano. Al mostrarse como diosa, el canto de Minerva se convierte en un elaborado recitativo a la par que el de Ulises se torna más ligero y cancioneril ante las buenas noticias que ha recibido. Ulises se baña en la fuente sagrada y sale convertido en un viejo mendigo a fin de engañar a los pretendientes de su esposa, y la escena termina con un dúo. Eumete (Tenor), el porquero, recibe al disfrazado Ulises, quien le advierte del inminente regreso de su señor. Ulises está exultante por su buena fortuna y canta una breve aria estrófica con ritornello. 
La escena regresa al palacio de Ítaca, donde Melanto insta a Penélope a que encuentre un enamorado que le haga olvidar su dolor. La dama combina en su monólogo el recitativo con arietas en estilo concitato o con aire ligero. Penélope se muestra inflexible y rechaza el amor con un austero recitativo. 
La acción se traslada a un bosque donde el pastor Eumete se deleita con canto lírico, celebrando su vida sencilla y humilde. Iro, sirviente de los pretendientes, interrumpe a Eumete; defiende la vida cortesana y con tono burlesco se mofa de la existencia del porquero entre animales. El pastor echa de allí a Iro, recuerda a Ulises y se pregunta por su destino. En ese momento entra el rey de Ítaca con la apariencia de un anciano mendigo y le dice que Ulises está vivo y que pronto volverá a su reino. El acto termina con una arieta pastoril en la que Eumete acoge con alegría al anciano.

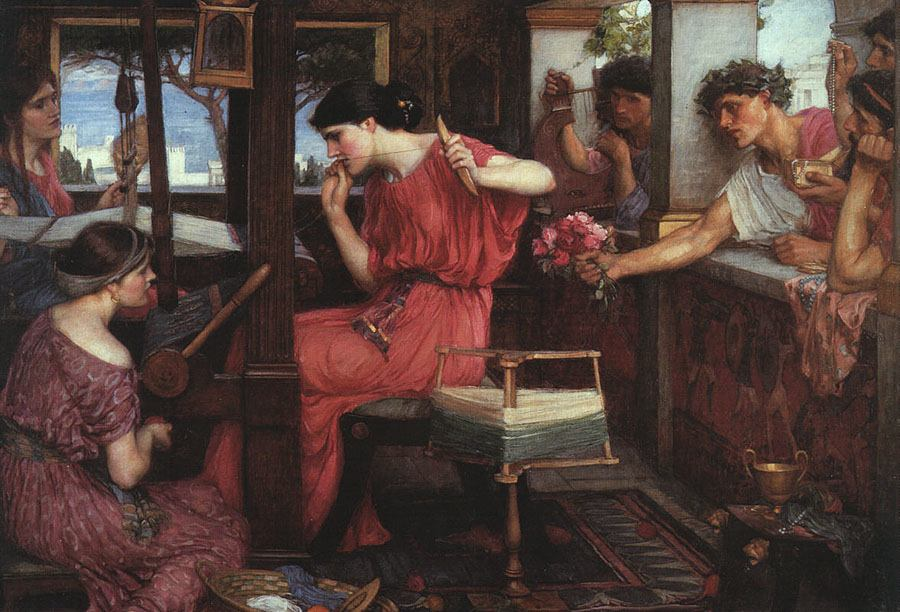
Waterhouse: Penélope y sus pretendientes (Penelope and the Suitors, 1912)

### Acto II
Minerva lleva en su carro a Telémaco (Tenor) de vuelta a Ítaca. Tras una breve sinfonía, el joven canta feliz una arieta, que se convierte en un dúo con la intervención de la diosa. En el bosque, Eumete da la bienvenida al hijo de Ulises, y le presenta al viejo mendigo. A su efusivo canto se une el anciano mendigo (Ulises) formando un lírico dúo pastoril. Un rayo de luz desvela la verdadera identidad de Ulises y padre e hijo se reencuentran, cantando ambos el expresivo arioso “O padre sospirato/O figlio desiato”. Tras una solemne alabanza celestial, Ulises pide a su hijo que se vaya al palacio con su madre. 
En el palacio, Penélope intenta resistirse a los pretendientes, que exponen a la reina por separado y en estilo recitativo lo beneficioso que sería para ella amar. Pero las madrigalísticas insistencias a trío (“Ama, dunque, sí, sí”) obtienen una austera y rotunda negativa de Penélope (“No vogio amar”). Llega Eumete al palacio con la noticia del regreso de Telémaco y de que Ulises vive. Penélope reacciona con escepticismo. Los pretendientes temen por su vida y urden la matanza de Telémaco, y culmina su conspiración con un trío en estilo concitato, aunque finalmente optan por desistir de su plan, y en otro trío con tono ligero e irónico deciden volver a intentar conquistar con oro el corazón de la reina. 
Mientras, en el bosque, Minerva, en un elaboradísimo monólogo recitativo, explica a Ulises su plan para que pueda vengarse y matar con su arco a los pretendientes de su esposa. Ulises canta riéndose una alegre arieta, convencido de su venganza. En el palacio, los pretendientes increpan a Eumete por traer al palacio a un sucio mendigo. Iro se enfrenta con el mendigo y lo desafía en tono burlesco; el canto de ambos dispone un ritmo concitato y Ulises derrota a Iro mientras suena una batalla instrumental. Por influencia de Minerva, Penélope propone a los pretendientes que quien mejor maneje el arco de Ulises se quede con la esposa y el reino de este; los tres pretendientes celebran la propuesta con un alegre trío. Sin embargo, ninguno de ellos es capaz de tensar el arco de Ulises, y el mendigo solicita entrar en la disputa sin derecho a premio. Penélope acepta, y el mendigo logra tensar el arco ante el asombro y estupor de los pretendientes. El acto termina con una sinfonía de guerra que acompaña la aparición de Minerva y la consumación de la venganza de Ulises, que mata a los procios.

### Acto III
En palacio, Iro canta el paródico lamento “O dolor¡ o martir¡”, en el que utiliza múltiples registros cómicos combinando el recitativo con ritmos de chacona; el sirviente no soporta una vida de hambre sin los pretendientes, y decide quitarse la vida. Eumete y Telémaco revelan a Penélope que el viejo mendigo no era otro que Ulises disfrazado por obra de Minerva. Penélope se niega a creerles, y replica a Telémaco que, para los dioses, los mortales no son más que juguetes. En el mar, Minerva convence a Juno con un elaborado recitativo de que interceda ante su esposo Júpiter en favor de Ulises. Cantando una adornada arieta, Juno convence a Júpiter de que Ulises ya ha sufrido bastante. El dios está de acuerdo y con ornamentado recitativo pide a Neptuno que perdone a Ulises; el dios del mar acepta. Coros celestiales y marítimos confirman la decisión divina. 
La acción vuelve al palacio de Ítaca, donde Ericlea duda si revelar a Penélope algo que ha descubierto; se debate entre la piedad y la obediencia mientras canta una arietta con ritornelli. Eumete y Telémaco siguen tratando de convencer a Penélope de que el mendigo era Ulises, pero ella sigue obstinada en su incredulidad. A ellos se une Ulises con su apariencia verdadera, pero Penélope lo toma por un mago. Interviene Ericlea y revela que ha visto en el baño la cicatriz de Ulises en su espalda; la reina duda pero se mantiene firme. Tan solo cuando Ulises describe el esmero con que prepara el lecho cada noche, algo que tan solo él sabía, Penélope lo reconoce; en ese momento, la reina cambia el austero recitativo por un tono lírico y adornado, y canta el aria con ritornello “Illustratevi o cieli”. La ópera termina con un sensual dúo entre Ulises y Penélope.

## Arias destacadas
- "O gran figlio d'Ulisse" (Eumete)
- "Godo anc'io" (Ulises)
- "Illustratevi o cieli" (Penélope)